# Головин, Михаил Иванович (Георгиевский кавалер)
Михаи́л Ива́нович Голови́н (1870 — ?) — русский военный деятель, полковник. Герой Первой мировой войны.

## Биография
В службу вступил в 1887 году после окончания Сибирского кадетского корпуса. В 1888 году после окончания Павловского военного училища по I разряду произведён в подпоручики и выпущен во 2-ю резервную артиллерийскую бригаду.
В 1892 году произведён в поручики, в 1897 году в штабс-капитаны, в 1901 году в капитаны. С 1904 году участник Русско-японской войны, за войну был награждён рядом боевых наград. В 1905 году за боевые отличия произведён в подполковники. С 1905 года командир 1-й батареи 10-го, 12-го и 16-го мортирного артиллерийского дивизиона.

В 1914 году произведён в полковники, участник Первой мировой войны во главе своей батареи. С 1916 года командир 3-го Туркестанского стрелкового артиллерийского дивизиона.  Приказом по Армии и Флоту (Приказ по 4-й армии № 5305) от 18 сентября 1917 года за храбрость награждён орденом Святого Георгия 4-й степени: 
За храбрость проявленные в боях 9 — 12-го июля 1917-го года

Приказом по Армии и Флоту (Приказ по 7-й армии №671) от 25 ноября 1917 года за храбрость награждён Георгиевским оружием: 
За храбрость проявленные в боях 24 — 25-го мая 1916-го года у города Язловец

## Награды
- Орден Святого Станислава 3-й степени с мечами и бантом (Мечи — ВП 31.10.1915)
- Орден Святой Анны 3-й степени с мечами и бантом (Мечи — ВП 02.09.1915)
- Орден Святого Станислава 2-й степени с мечами (ВП 1905)
- Орден Святой Анны 2-й степени с мечами (ВП 09.01.1908)
- Орден Святого Владимира 4-й степени с мечами и бантом (ВП 28.02.1915)
- Высочайшее благоволение (ВП 07.05.1916)
- Орден Святой Анны 4-й степени «За храбрость» (ВП 15.05.1916)
- Орден Святого Георгия 4-й степени (ВП 18.09.1917)
- Георгиевское оружие (ВП 25.11.1917)